# Ágota Tóth-Lykovcán
Ágota Tóth-Lykovcán (Boedapest, 2 september 1987) is een Hongaars schaatsster.
Op 13-jarige leeftijd won Ágota Lykovcán, geboortenaam Tóth, haar eerste medaille in een seniorenwedstrijd, op het Nationaal  sprintkampioenschap van 2001 werd ze derde op vier deelnemers. Twee jaar later maakte ze haar debuut op het WK voor junioren, het kampioenschap waarop ze ook op de edities van 2004, 2005 en 2007 deelnam.
Vanaf 2004 rijdt Lykovcán  mee in de internationale wereldbekerwedstrijden. In 2006 was ze eenmalig present op het WK Sprint. Op de Europese kampioenschappen, waar ze vanaf 2007 aan deelnam, eindigde ze viermaal in de achterhoede. Haar 22e plek op het EK van 2011 in Collalbo was haar beste resultaat.
Lykovcán is de opvolgster van Krisztina Egyed, de nationaal recordhoudster op alle vijf gangbare afstanden, als de Hongaarse vertegenwoordigster op de ISU-kampioenschappen. In de herfst van 2012 trouwde ze met haar vriend Balazs Lykovcán en sindsdien heet ze voluit Ágota Tóth-Lykovcán.

## Persoonlijke records
| Afstand    | Tijd    | Datum            | Baan    |
| ---------- | ------- | ---------------- | ------- |
| 500 meter  | 39,17   | 9 november 2013  | Calgary |
| 1000 meter | 1.18,55 | 10 november 2013 | Calgary |
| 1500 meter | 2.05,95 | 20 november 2009 | Calgary |
| 3000 meter | 4.23,91 | 21 november 2009 | Calgary |

## Resultaten
| Jaar | Hongaars NK Sprint | Hongaars NK Allround | EK Allround | WK Sprint | Wereldbeker                         | WK Junioren |
| ---- | ------------------ | -------------------- | ----------- | --------- | ----------------------------------- | ----------- |
| 2001 | Brons              |                      |             |           |                                     |             |
| 2002 | Zilver             |                      |             |           |                                     |             |
| 2003 | Zilver             | Brons                |             |           |                                     | 32e         |
| 2004 | Zilver             | Zilver               |             |           | 48e 500m 0p 1000m                   | 29e         |
| 2005 | Goud               | Goud                 |             |           |                                     | 27e         |
| 2006 |                    |                      |             | 35e       | 0p 500m 0p 1000m 0p 1500m 0p 3/5 km |             |
| 2007 | 1 [ 1 ]            | Goud                 | NC27        |           |                                     | 34e         |
| 2008 | Goud               | Goud                 | NC24        |           | 0p 500m 0p 1000m 0p 3/5 km          |             |
| 2009 |                    |                      | NC27        |           | 0p 500m 0p 1000m 0p 3/5 km          |             |
| 2010 |                    |                      | NC26        |           | 0p 1500m 0p 3k/5k                   |             |
| 2011 | Goud               | Goud                 | NC22        |           |                                     |             |
| 2012 | Goud               | Goud                 | NC22        |           | 0p 3k/5k                            |             |
| 2013 | Goud               | Goud                 | NC22        | NC32      | 0p 500m 0p 1000m 0p 3k/5k           |             |
| 2014 |                    |                      |             |           | 0p 500m 0p 1000m                    |             |
| 2015 | Goud               | Goud                 |             |           | 46e 500m 50e 1000m                  |             |

NC# = niet gekwalificeerd voor de laatste afstand, maar wel als # geklasseerd in de eindrangschikking 
0p = wel deelgenomen, maar geen punten behaald 